# Kazachse voetbalbeker 2002
2002 was het elfde seizoen van de Beker van Kazachstan. De 19 deelnemende ploegen streden van 1 mei t/m 17 november in een knock-outsysteem. Alle rondes (behalve de finale) bestonden uit een heen- en een terugwedstrijd.

## Eerste ronde
De wedstrijden werden gespeeld op 1 & 9 mei 2002.
| Thuisclub                | Uitslag | Uitslag | Uitclub                   |
| ------------------------ | ------- | ------- | ------------------------- |
| Batıs FK Oral            | 0-0     | 3-2     | Taraz FK                  |
| Dostıq FK Şımkent        | 1-2     | 0-0     | Jetisu FK Taldıqorğan     |
| Ekibastuzec Ekibastuz FK | 2-2     | 1       | Kaspïy FK Aqtaw           |
| vrijgeloot               |         |         | Aqtöbe-Lento FK           |
| vrijgeloot               |         |         | Atıraw FK                 |
| vrijgeloot               |         |         | CSKA-Jiger FK Almatı      |
| vrijgeloot               |         |         | Elimay FK Semey           |
| vrijgeloot               |         |         | Ertis FK Pavlodar         |
| vrijgeloot               |         |         | Esil FK Kökşetaw          |
| vrijgeloot               |         |         | Esil-Bogatır FK Petropavl |
| vrijgeloot               |         |         | Jenïs FK Astana           |
| vrijgeloot               |         |         | Qayrat FK Almatı          |
| vrijgeloot               |         |         | Qaysar FK Qızılorda       |
| vrijgeloot               |         |         | Şaxter FK Qarağandı       |
| vrijgeloot               |         |         | Tobıl FK Qostanay         |
| vrijgeloot               |         |         | Vostok-Altın FK Öskemen   |

1  Ekibastuzec Ekibastuz FK trok zich na de heenwedstrijd terug.

## Achtste finale
De wedstrijden werden gespeeld op 20 & 25 juni 2002.
| Thuisclub                 | Uitslag | Uitslag  | Uitclub                 |
| ------------------------- | ------- | -------- | ----------------------- |
| Batıs FK Oral             | 2-1     | 1-3 n.v. | Qaysar FK Qızılorda     |
| Elimay FK Semey           | 0-2     | 0-1      | Aqtöbe-Lento FK         |
| Ertis FK Pavlodar         | 4-0     | 2-1      | Vostok-Altın FK Öskemen |
| Esil FK Kökşetaw          | 0-0     | 0-3      | Jetisu FK Taldıqorğan   |
| Esil-Bogatır FK Petropavl | 0-1     | 2-4      | Şaxter FK Qarağandı     |
| Jenïs FK Astana           | 4-1     | 0-2      | Atıraw FK               |
| Kaspïy FK Aqtaw           | 4-0     | 2-0      | CSKA-Jiger FK Almatı    |
| Tobıl FK Qostanay         | 0-1     | 0-2      | Qayrat FK Almatı        |

## Kwartfinale
De wedstrijden werden gespeeld op 27, 28, 30 oktober & 4 november 2002.
| Thuisclub         | Uitslag | Uitslag | Uitclub               |
| ----------------- | ------- | ------- | --------------------- |
| Aqtöbe-Lento FK   | 1-1     | 0-0     | Qayrat FK Almatı      |
| Ertis FK Pavlodar | 1-0 2   | 3-1     | Jetisu FK Taldıqorğan |
| Jenïs FK Astana   | 2-0     | 0-0     | Qaysar FK Qızılorda   |
| Kaspïy FK Aqtaw   | 0-6     | 0-5     | Şaxter FK Qarağandı   |

2 Uitslag ongeldig verklaard en reglementair op 3-0 bepaald.

## Halve finale
De wedstrijden werden gespeeld op 8 & 12 november 2002.
| Thuisclub           | Uitslag | Uitslag | Uitclub           |
| ------------------- | ------- | ------- | ----------------- |
| Qayrat FK Almatı    | 1-0     | 0-2     | Ertis FK Pavlodar |
| Şaxter FK Qarağandı | 0-0     | 2-3     | Jenïs FK Astana   |

## Finale
|                  |                 |       |                   |                                                                                 |
| 17 november 2002 | Jenïs FK Astana | 1 - 0 | Ertis FK Pavlodar | Almatı Ortalıq Stadïon Toeschouwers: 6.000 Scheidsrechter: Caregradskïy (Semey) |
| 17 november 2002 | Tlexïgov 61'    | KFF   |                   | Almatı Ortalıq Stadïon Toeschouwers: 6.000 Scheidsrechter: Caregradskïy (Semey) |